# Kávovník arabský

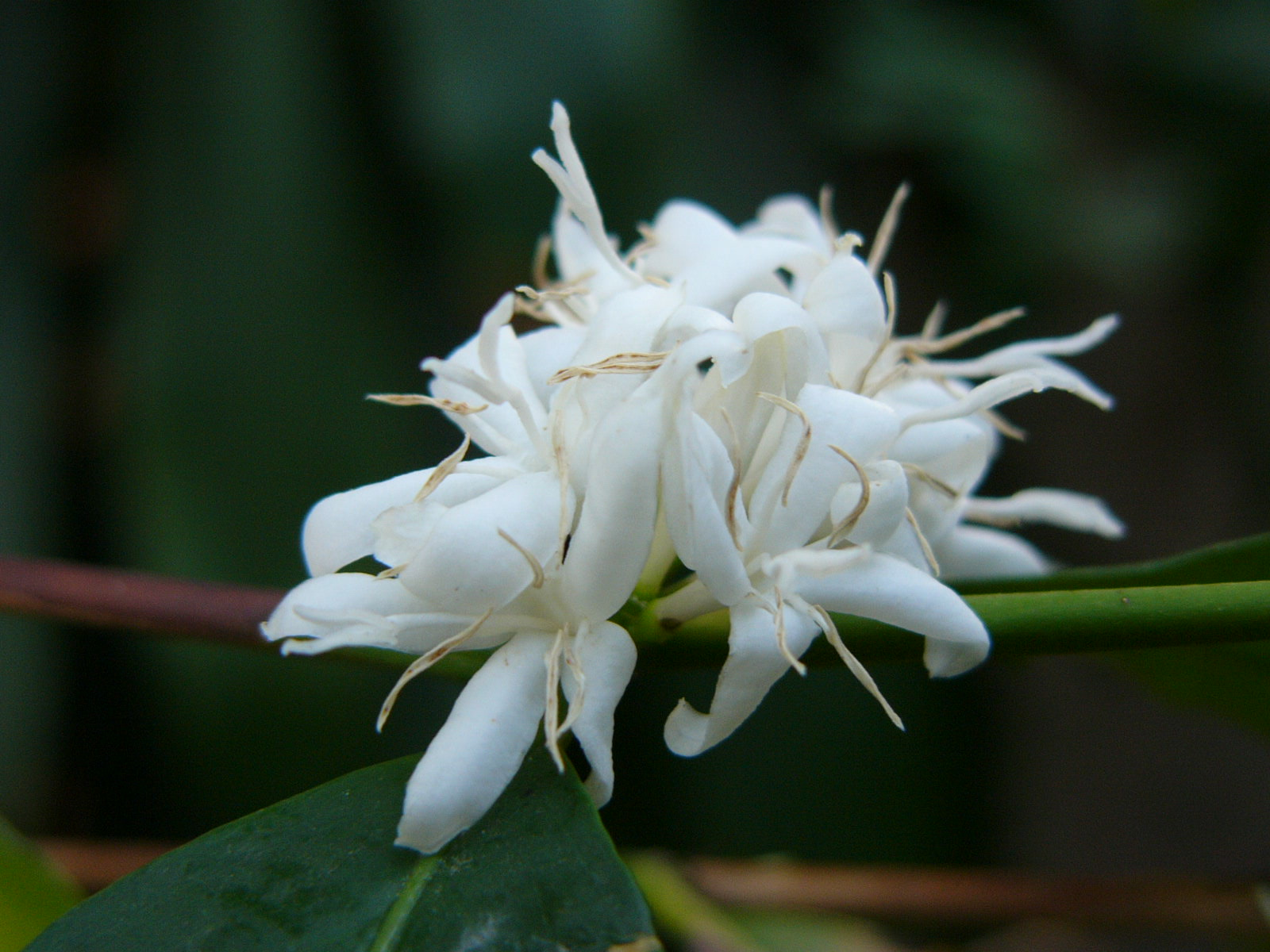
Květy kávovníku arabského

Kávovník arabský (Coffea arabica), též známý jako kávovník arabika, je rostlina z čeledi mořenovité (Rubiaceae). Z hlediska produkce kávy je nejvýznamnějším druhem.

## Popis
Kávovník arabský je stálezelený keř až strom dorůstající výšky 5 až 8 metrů. Větévky jsou zploštělé až téměř okrouhlé, lysé. Listy jsou vstřícné, řapíkaté, poněkud tužší, oboustranně lysé. Čepel listů je oválná, protáhle oválná nebo vejčitě kopinatá, na bázi klínovitá až zaokrouhlená, na vrcholu dlouze zašpičatělá, nejčastěji 6 až 14 cm dlouhá a 3,5 až 5 cm široká. Okraj listů je někdy zvlněný. Žilnatina je zpeřená, nejčastěji se 7 až 10 páry postranních žilek. Palisty jsou široce trojúhelníkovité, 3 až 8 mm dlouhé.
Květenství jsou složena z 1 až několika téměř hlávkovitých nebo okolíkovitých vrcholíků, obsahujících nejčastěji 2 až 5 květů. Kalich je lysý, uťatý nebo zoubkatý. Koruna je bílá, nálevkovitá, nejčastěji pětičetná, s 5 až 15 mm dlouhou korunní trubkou. Korunní cípy jsou lžicovitě oválné, 9 až 20 mm dlouhé, tupé. Peckovice je za zralosti červená až červenofialová, oválná až téměř kulovitá, 11 až 16 mm dlouhá a 9 až 14 mm široká, obsahující 1 až 2 semena s podélnou rýhou, korunovaná zaschlým kalichem. Existují i kultivary se žlutými plody. Semena obsahují asi 1,3 % bílkovin, 12% tuku, 9 % sacharidů a 1 až 1,5 % kofeinu.

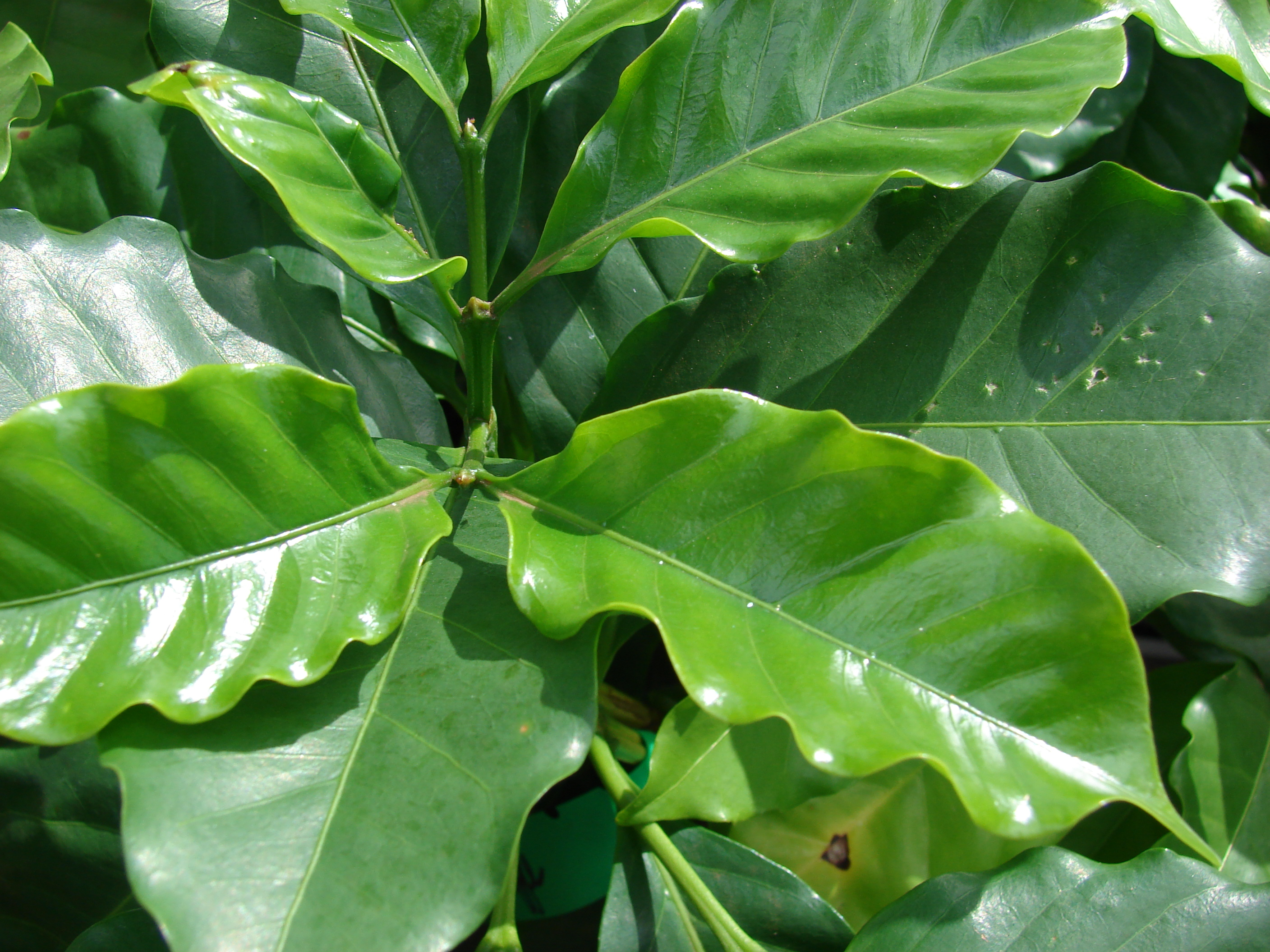
Vzrůstný vrchol kávovníku arabského
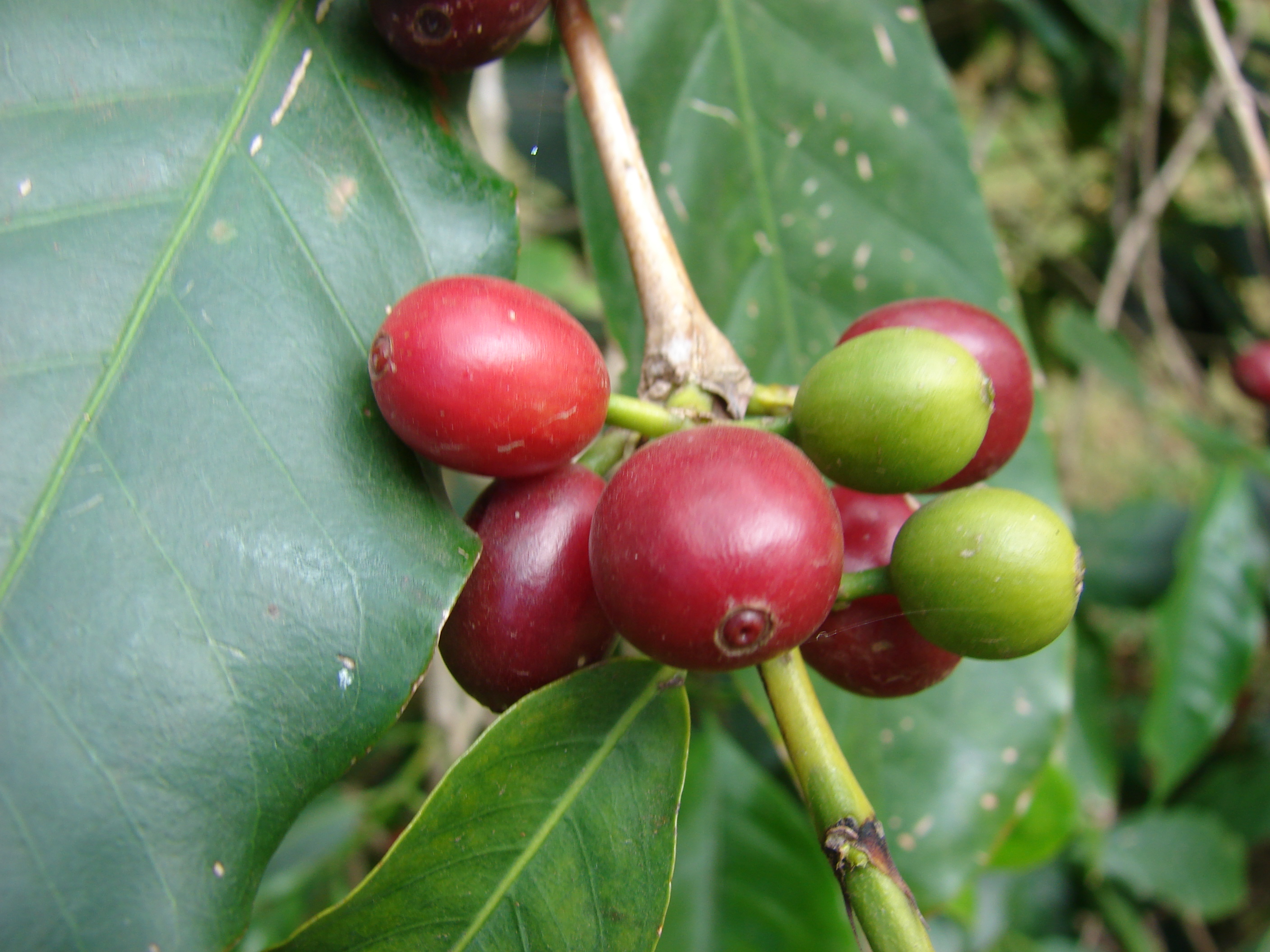
Detail plodů kávovníku
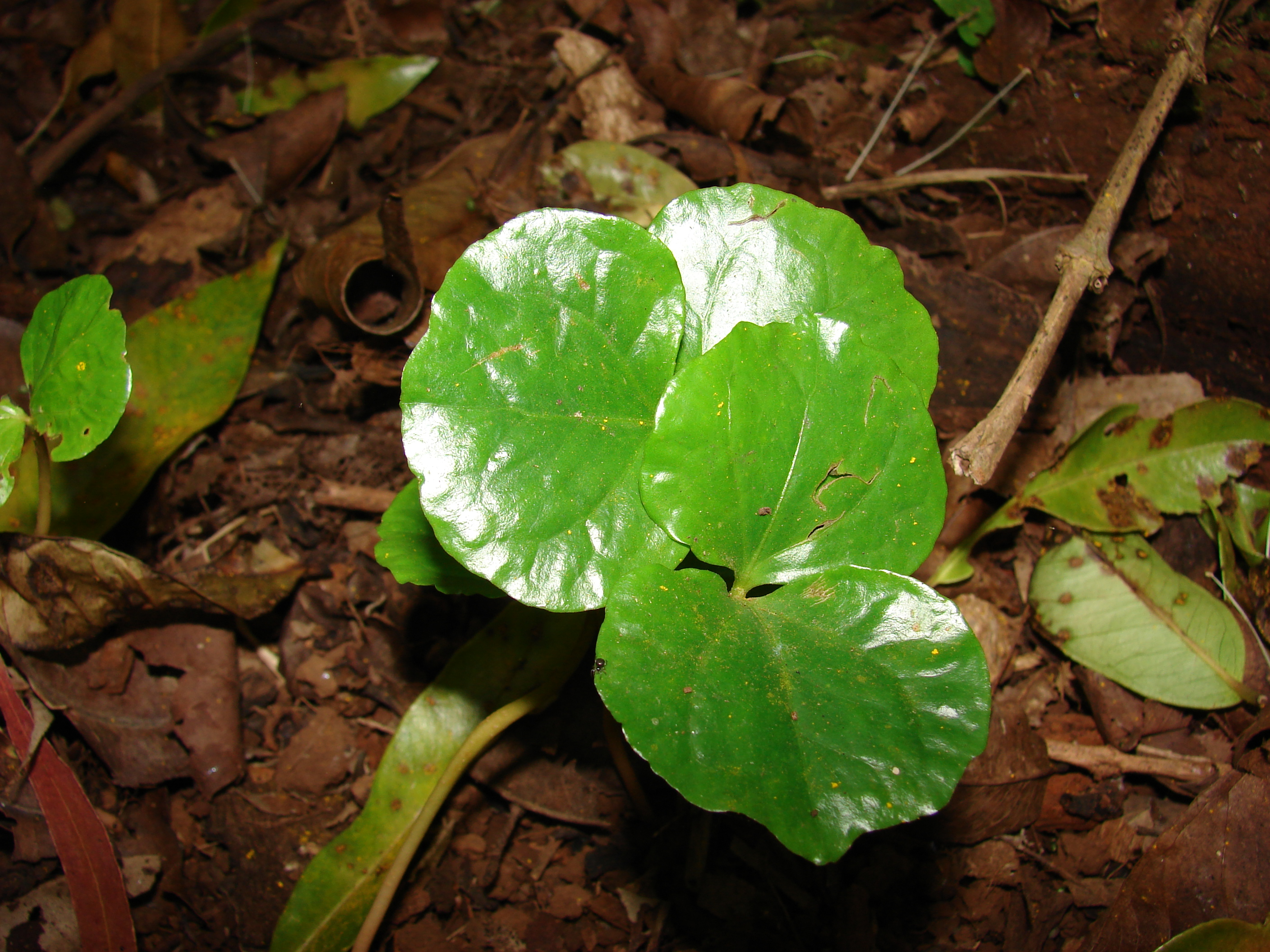
Semenáčky kávovníku

## Rozšíření
Kávovník arabský pochází ze severovýchodní Afriky. Centrum genetické diverzity se nachází v horách jihozápadní Etiopie a na Boma Plateau v Súdánu. Divoké populace byly zaznamenány také na Mount Imatong v Súdánu a Mount Marsabit v Keni. Kávovník roste typicky v podrostu horských lesů a na březích vodních toků v nadmořských výškách 1300 až 2000 metrů. V oblastech jeho původu je čtyř- až pětiměsíční období sucha, teplé dny a chladné noci, průměrná teplota 20 až 25 °C, nejnižší teplota 4 °C a nejvyšší 31 °C. Roční srážky jsou 1500 až 1800 mm.

## Kultivace
Kultivace kávovníku začala v jihozápadní Etiopii asi před 1200 až 1500 lety, kdy ji pěstovali Arabové v oblasti dnešní provincie Harar.
Od 14. až 15. století byl kávovník pěstován i v Jižním Jemenu, kde musel být vzhledem k suššímu klimatu kultivován v zástinu. V průběhu 16. a 17. století se spolu s expanzí islámu rozšířil kávovník i do jihovýchodní Asie. V 18. a 19. století Nizozemci a následně i Britové založili plantáže kávovníku v Indii a na Cejlonu. V tropické Americe je kávovník pěstován od 18. století.
Kávovník arabský je dnes pěstován v klimaticky příhodných oblastech celého světa. Největšími producenty kávy jsou v současnosti Brazílie, Kolumbie, Mexiko, Indie, Pobřeží slonoviny, Indonésie a Etiopie.
Moderní kultivary kávovníku pocházejí ze 2 základních populací, známých jako Coffea arabica var. typica a C. arabica var. bourbon, které byly během 18. století rozšířeny v příhodných oblastech celého světa. Varieta typica má užší listy, které jsou při rašení bronzově zbarvené, var. bourbon má širší a při rašení světle zelené listy. K varietě typica náleží odrůdy 'Blue Mountain', 'San Ramon', 'Maragogipe', k varietě bourbon odrůdy 'French Mission', 'Kent', 'Catura'. 'Mundo Novo', nejrozšířenější odrůda v Brazílii, je kříženec obou variet.
V druhé polovině 20. století se začaly pěstovat zakrslejší odrůdy s menšími požadavky na zastínění a vyšší hustotou výsadby. Jako stínicí stromy jsou často používány rychle rostoucí druhy z čeledi bobovitých (Fabaceae), zejména z rodů Erythrina, Inga a Gliricidia, které po ořezání rychle obrážejí, obohacují půdu dusíkem a snadno se množí. Způsob a intenzita zastínění plantáží je dán především místními klimatickými podmínkami. Nezřídka jsou jako zastínění pěstovány doplňkové plodiny, např. banány, avokádo, citrusy, mango, kakao nebo palma Bactris gasipaes.

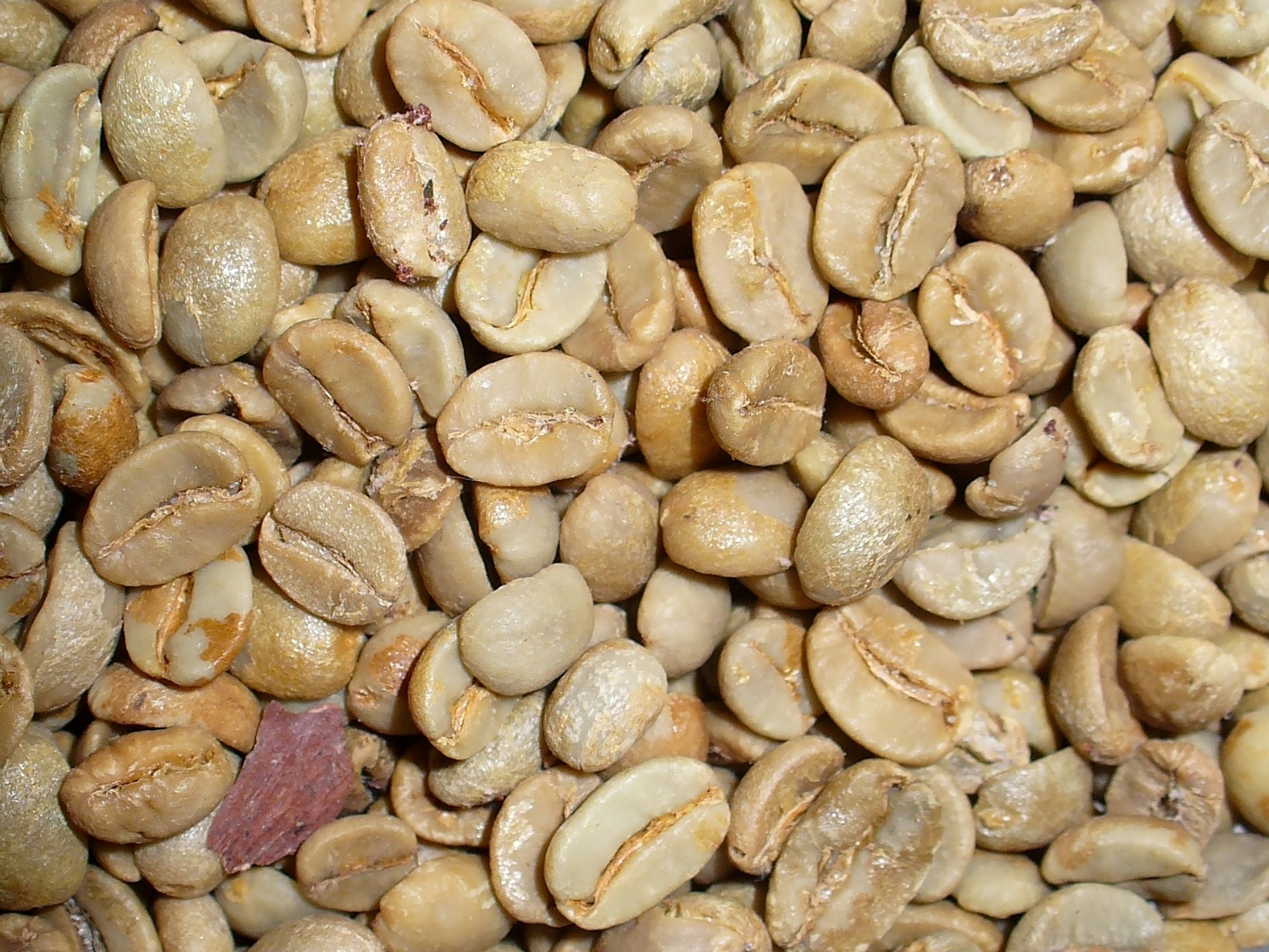
Nepražená kávová zrnka
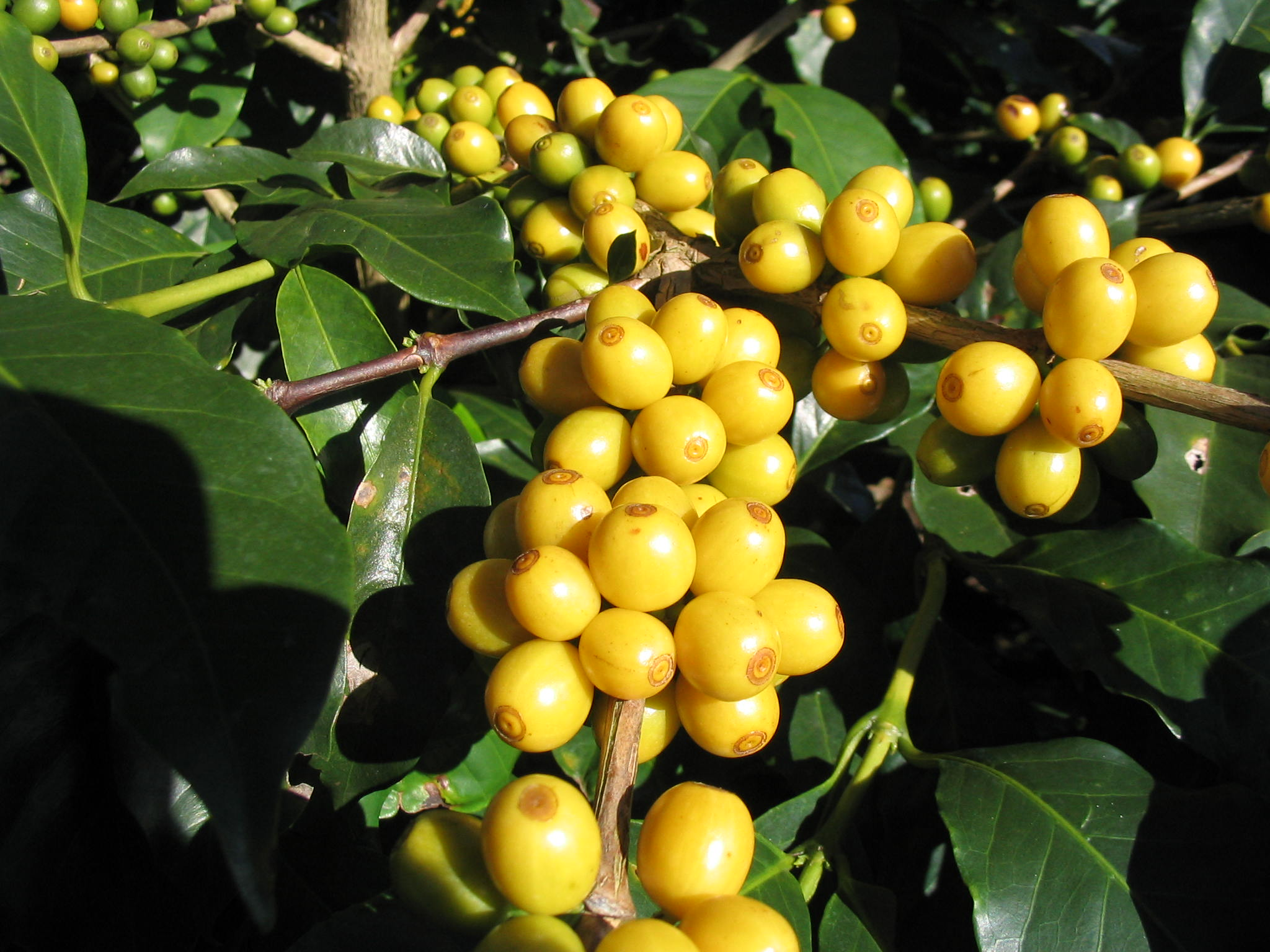
Žlutoplodá odrůda variety bourbon
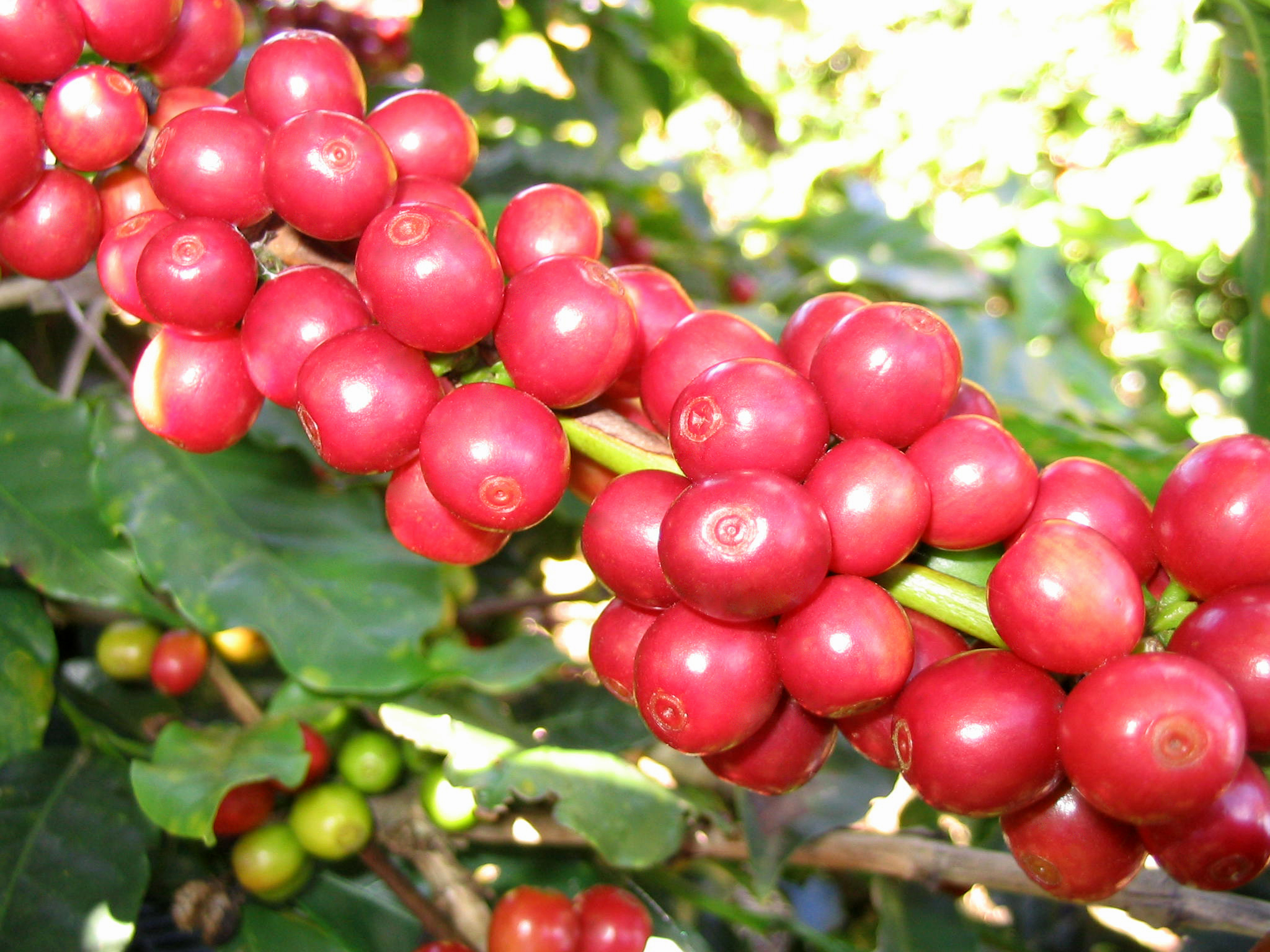
Odrůda 'Red Catuai'

## Škůdci a choroby

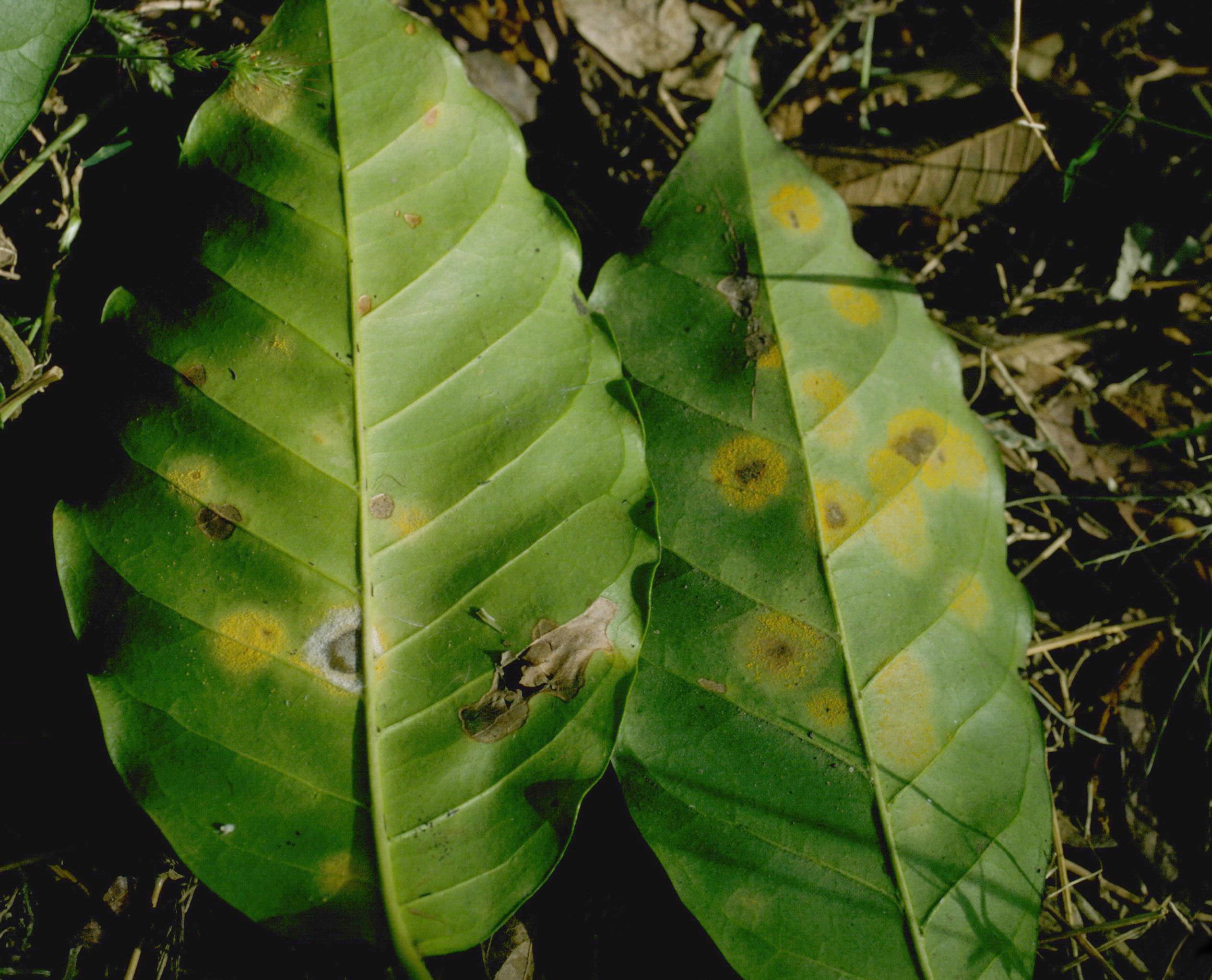
Listy kávovníku napadené rzí Hemileia vastatrix

Obě v dnešní době pěstované variety kávovníku arabského jsou velmi náchylné k některým onemocněním, zejména kávové rzi Hemileia vastatrix, která zlikvidovala kávové plantáže na Cejlonu. V suchém vzduchu má tendenci shazovat listy a je napadán vlnatkou a puklicemi.

## Taxonomie
V rámci taxonomického členění rodu kávovník (Coffea) spadá kávovník arabský do sekce Eucoffea a podsekce Erythrocoffea.
Kávovník arabský je tetraploid a je samosprašný na rozdíl od ostatních druhů, které jsou diploidní a vesměs cizosprašné. Molekulární analýzou za použití metody GISH bylo zjištěno, že kávovník arabský je nepříliš starý přirozený hybrid mezi druhy Coffea eugenioides a Coffea canephora. Genetická diverzita kávovníku arabského je v porovnání např. s rodičovským druhem Coffea canephora velmi nízká.

## Význam
Káva náleží mezi nejhodnotnější světové vývozní komodity. V roce 2002 poskytovala v Africe, Asii a tropické Americe živobytí asi 125 milionům lidí a celosvětový obchod činil v roce 2003 70 miliard amerických dolarů. Kávovník arabský se podílí na celkové světové produkci kávy 66 až 70 %, zbytek připadá především na kávovník statný (Coffea canephora).
Občas je kávovník pěstován jako pokojová rostlina. V domácím prostředí nasazuje i plody.